# 狐氏
狐氏（きつねうじ、きつねし）は、『日本霊異記』に登場する、「狐」を氏の名とする氏族。
姓は直（あたい）。

## 『日本霊異記』に見える出自
欽明天皇の頃、三野国（美濃国）大野郡のある男が、妻となるべき女を求めて馬を進めていた。その時、広野の中で夫となるべき男を求めている美しい女に出会い、これを妻とした。しばらくして女は懐妊し、男の子を産んだ｡ ところが家の飼犬も12月15日に子犬を生んだ。 その犬の子はいつも家の主婦にむかって、少しもなじまず､歯をむきだしてほえたてた。主婦はおびえ恐れて、主人に「この犬を打ち殺して下さい」といった。 それでも主人はかわいそうに思って殺さなかった。
2、3月のころ、その年の米をつく時、その主婦は米つき女たちに間食をやろうとして確屋にはいると、たちまち犬の子は主婦にかみつこうとした。 主婦は犬に追われて驚き､おじ恐れて、狐の姿となり､垣根に登ってそこにいた。 主人はこれを見て、「おまえとわたしの間には子供が生まれたのだからわたしは忘れない。いつもきてとまりなさい」といった。 主人のいうとおり、きてとまった。そこで岐都禰（来つ寝）となづけた。そのとき妻は紅色に染めた袋をつけて、上品な様子ですそを引いて去って行った。

夫は妻が去って行く様子を見て、恋い慕って歌を詠んだ。「こひはみなわがへにおちぬたまかぎるほろかにみえていにしこゆゑにや」。そこで、2人の間にできた子の名前を岐都禰と名づけた。またその子の姓を狐直とつけた。この人は力が強く、走るのが早くて鳥が飛ぶようであった。
これが美濃国の狐直の起こりである。以上は『日本霊異記』に記された由来であるが、『水鏡』にも同様の記述がある。

## 狐直の末裔
『日本霊異記』には、岐都禰の末裔の話が記されている。
聖武天皇の頃に、美濃国片肩郡少川市に、1人の力の強い女がいた。生れつき体が大きかった。名を美濃狐といった。これは昔、美濃の国の狐を母として生れた人の4代目の孫（玄孫）である。力の強いことは百人力に相当した。少川の市場の中に住みつき、力の強いのをよいことに、往き来の商人に危害を加え、物を奪うことを仕事としていた。時に尾張国愛智郡片輪里にも1人の力の強い女がいた。この女は生れつき体が小さかった。これは昔、元興寺に住んでいた道場法師の孫である。美濃狐が人の物を強奪すると聞いて、力を試してみようと思い、蛤50石の入った桶を船に積み、少川の市場に船をとめておいた。船の中にはほかに熊葛で作ったむち20本を用意して、蛤に添えて入れておいた。すると美濃狐が来て、その蛤を全部取り上げて、手下の者に売らせてしまった。そうして、蛤の主の片輪の里の女に向って、「そなたはいったいどこから来た女か」と尋ねた。蛤の主は答えなかった。美濃狐は重ねて尋ねた。蛤の主の女は同じく答えない。4度尋ねた。そこで蛤の主の女は、「どこから来たのかって、来た所なんか知らないよ」ととぼけて答えた。狐は無礼なやつと思い、打とうとして立ち上がったので、蛤の主の女は美濃狐の両手をつかまえ、熊葛のむちで1度打った。打ったむちに美濃狐の肉がちぎれて付いた。また1つのむちを取って一度打った。むちに肉がちぎれて付いた。10本のむちで打つたびにみな肉がちぎれて付いた。美濃狐は、「あなたには服従いたします。わたしが悪かった。恐れ入りました」とわびた。これによって、この女のほうが美濃狐よりも力のすぐれていることがわかった。蛤の主の女は、「今日より以後、この市場に住んではいけない。もしここを去らなかったら、やがては打ち殺してやるぞ」と叱った。美濃狐はすっかり打ちひしがれてしまった。それからはその市場に住まず、人の物を奪わなくなった。市場の人はみなみな平和な生活を楽しんだ。

## 狐伝説の伝承者について
狐直氏の伝承者が誰であったのかについては複数の研究がある。
- 長野一雄は、狐の稲荷信仰を伝えた秦氏の一族としての狐直が美濃国の大野郡に住んでいたという説を主張した。しかしながら、秦氏が奉じた稲荷信仰が、古代において狐と結合していたという根拠が明らかにされておらず、十分証明したとは言い切れない。また、秦氏と狐直氏との結合も資料的根拠は皆無である[3]。
- 丸山顕徳は、『文徳天皇実録』仁寿2年（852年）2月条の藤原高房の卒伝、席田郡の建郡に新羅国人が関わったこと、席田郡に渡来人が居住していたこと、席田郡に荼枳尼天を信仰する呪巫がいたことなどが関係していると考察している[3]。